# Luca della Robbia
Luca della Robbia (Firenze, 1399 július – 1482. február 23.) olasz szobrász, Lorenzo Ghiberti és Donatello mellett a korai reneszánsz szobrászat egyik legnagyobb toszkán mestere.

## Élete

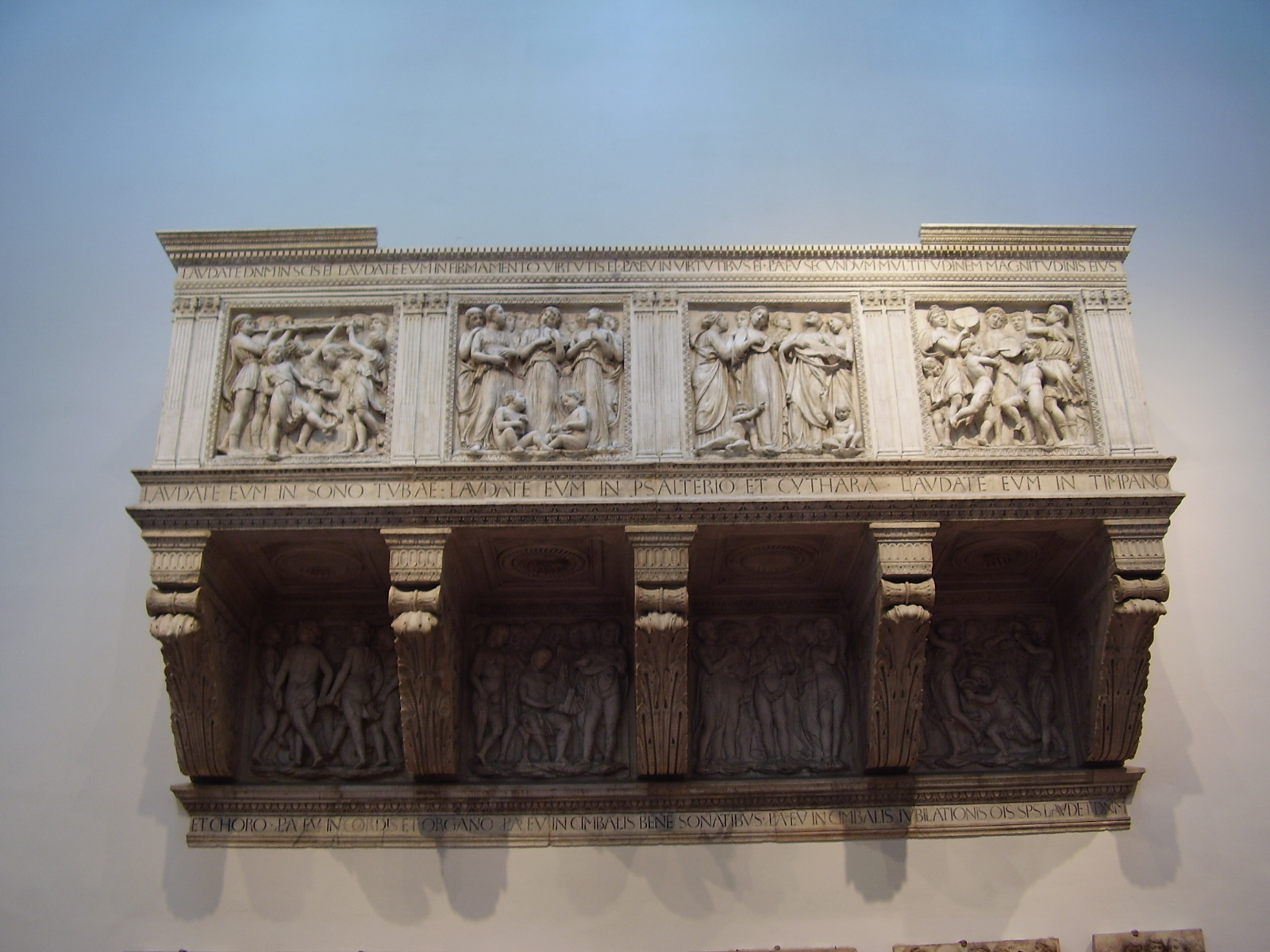
A firenzei dóm karzata

Egy firenzei kelmefestő családjában született. (A robbia a festőbuzér (Rubia tinctorum) olasz neve.) 1414-ben belépett Nanni di Banco műhelyébe, ahol szobrásztanuló lett. Később Velencébe utazott, hogy megismerkedjen a lagúna városának művészetével. Mestere halála után, 1421-től Donatello műhelyében dolgozott, ahol a megismerkedett az aranyművesség technikájával. 1432 és 1435 között a firenzei dóm énekeskarzatát készítette el, amelyet Donatello művének párjául szántak.
1437 és 1438 között a firenzei dóm harangtornyának (campanile) díszítésére készített öt márványdomborművet, amelyek figurái a hét szabad művészetből ötöt személyesítettek meg. 1439-től foglalkozott a majolikával, amelyet először a peretolai Santa Maria-templom szentségtartójának elkészítésénél használt, akkor még csak a díszítő szerepben, a márványdombormű körül. Ezután már szinte csak kerámiával dolgozott.
1446. augusztus 31-én bátyjával, Simonéval egy házat vásároltak, ahol a terrakottaszobrok előállításával foglalkozó műhely központja lett, amellyel három generáción keresztül foglalkoztak a della Robbiák. Simone halála után, 1448-ban Luca örökbe fogadta bátyja hat gyermekét, köztük Andreát, a család legsikeresebb tagját, aki 1450-től együtt dolgozott a nagybátyjával. 1471-ben Luca megírta végrendeletét, amelyben műhelyét unokaöccsére hagyta, s azután teljesen felhagyott az alkotással. Luca della Robbia 1482-ben halt meg, a firenzei San Pier Maggiore-templomban temették el.

## Művészete
Luca della Robbia első ismert alkotása egy Madonna-dombormű, amely Ghiberti stílusát idézi. Az első jelentős munkája a firenzei dóm énekeskarzata. A tíz dombormű a 150. zsoltár előadásának illusztrációja, fiatalok és gyermekek éneklő, táncoló csoportjait ábrázolja, akik bensőséges áhítattal merülnek el a zene szépségében. Della Robbia alkotása nyugodtabb, emelkedettebb, mint Donatellóé, aki a zene által kiváltott jóérzést tolmácsolta. Érződik művészetének rokonsága az antik görög művészettel, anélkül, hogy utánzásról lehetne szó. Luca della Robbia alkotása formai értékei révén vált klasszikussá, hiszen nála is az emberi alak a fő, a háttér általában semleges. A karzatokat 1688-ban lebontották, ma a Museo dell’Operában láthatók.
Nem tudni pontosan, mikor ismerkedett meg della Robbia az ónmázas terrakottaszobrok készítésének technikájával, hiszen ennek nem volt hagyománya Toszkánában. Eljárása egyszerű volt: az agyagból formázott alakokat ónmázzal vonta be. Az így készített művek olcsóbbak voltak a márványszobroknál, és tartósabbak, mint a színezett agyagból készültek. Általában kevés színt használt: a háttér fehér vagy kék volt, a testet szintén fehérre színezte. A dombormű kerete viszont, amely virággirlandokat, gyümölcsfüzéreket ábrázolt, gyönyörű színekben pompázott. Terrakotta szobrai közül sok évszázadokat vészelt át az időjárás szeszélyeinek kitéve.

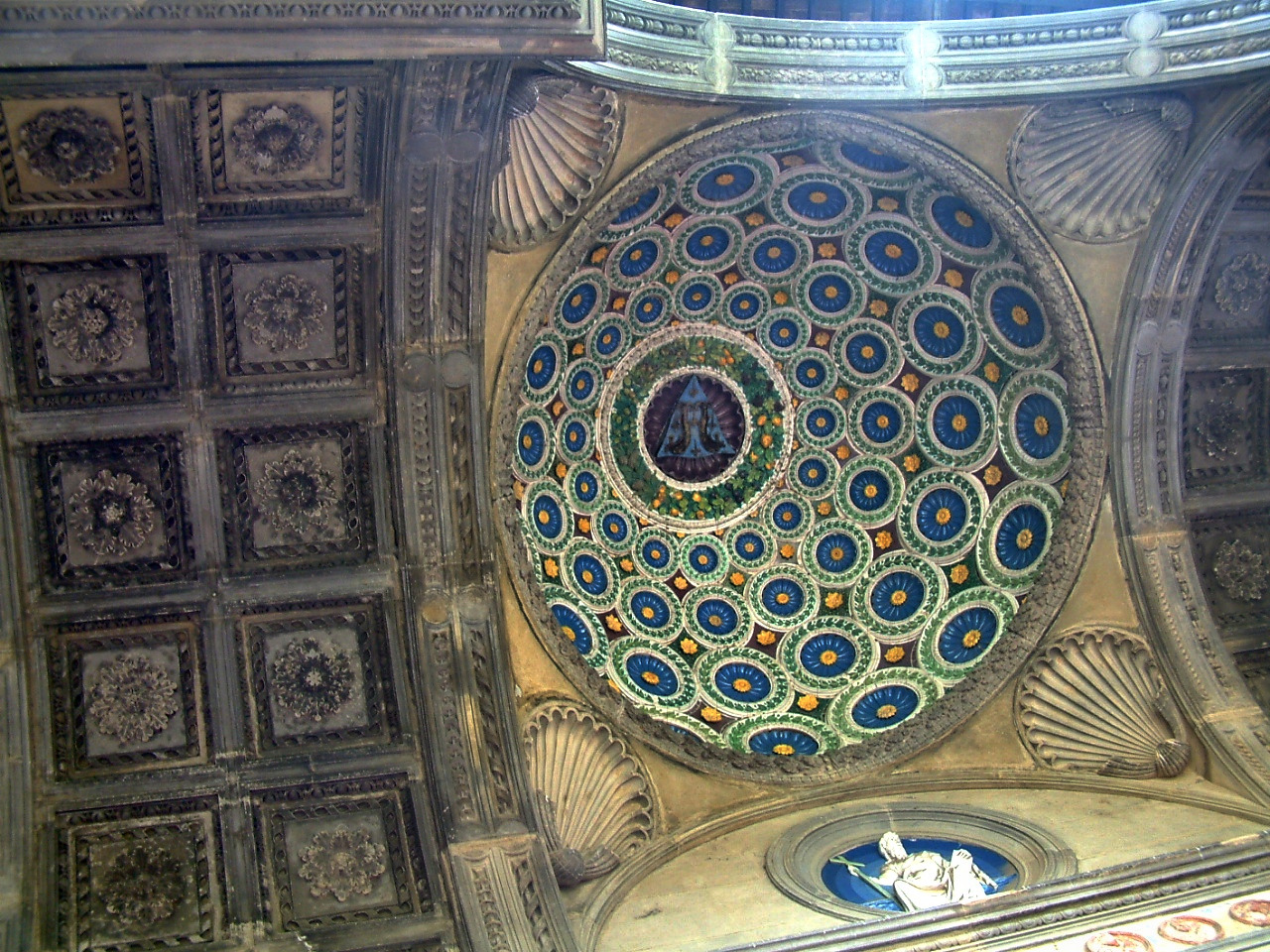
A Pazzi-kápolna majolikamennyezete

Szobraira a finom taglejtések jellemzőek, amit az egyszerű színezés csak hangsúlyoz. Közkedvelt Madonnái gyöngédek, bájosak, mint egy fiatal toszkán lány. Dísztelenek és egyszerűek, de éppen ezért magasztosak és nemesek. Luca della Robbia nem alkotott gyorsan, minden munkája kellően kiérlelt. Képeit a természetből vette, s a szobrászi alakítás a természetesség közvetlenségével párosult. Híres munkája Benozzo Federighi püspök síremléke, amely egyszerű fali síremlék, de a della Robbia által majolikából készített szalagdísz Toszkána virágainak pompáját idézi.

## Ismertebb művei
- A firenzei dóm énekeskarzata, 1431–1437
- A firenzei dóm harangtornyának reliefjei: Az öt szabad művészet, 1437–1439
- A Santa Maria Nuova szentségtartója, Peretola, 1443
- A firenzei dóm sekrestyéjének bronz kapuja, 1445–1469, (Michelozzóval és Maso di Bartolomeóval együtt)
- A Pazzi-kápolna domborművei, 1446–1460, Firenze
- Federighi püspök síremléke, 1456-59, Firenze, San Trinita
- A Portugál bíboros kápolnájának majolikamennyezete, 1461–1466, Firenze, San Miniato, (Andrea della Robbiával)
- Mária és Erzsébet találkozása, 1445 körül, Pistoia, San Giovanni Fuorcivitas